# Илиеску, Ион
Ио́н Илие́ску (рум. Ion Iliescu; 3 марта 1930, Олтеница, Королевство Румыния — 5 августа 2025, Бухарест, Румыния) — румынский государственный и политический деятель, дважды в истории занимал должность Президента Румынии (в 1990—1996 и 2000—2004 годах). Почётный президент СДПР (рум. PSDR) в 1997—2000 годах.

## Биография
Родился 3 марта 1930 года в городе Олтеница. Отец Иона, Александру Илиеску (1901—1945) — железнодорожник, являлся членом действовавшей в подполье коммунистической партии. Мать была цыганкой, она ушла из семьи, когда Иону был 1 год. Вскоре отец вторично женился, на Марии Илиеску, которая и вырастила мальчика.
Окончил Московский энергетический институт в 1955 году, учился также в Бухарестском политехническом институте.

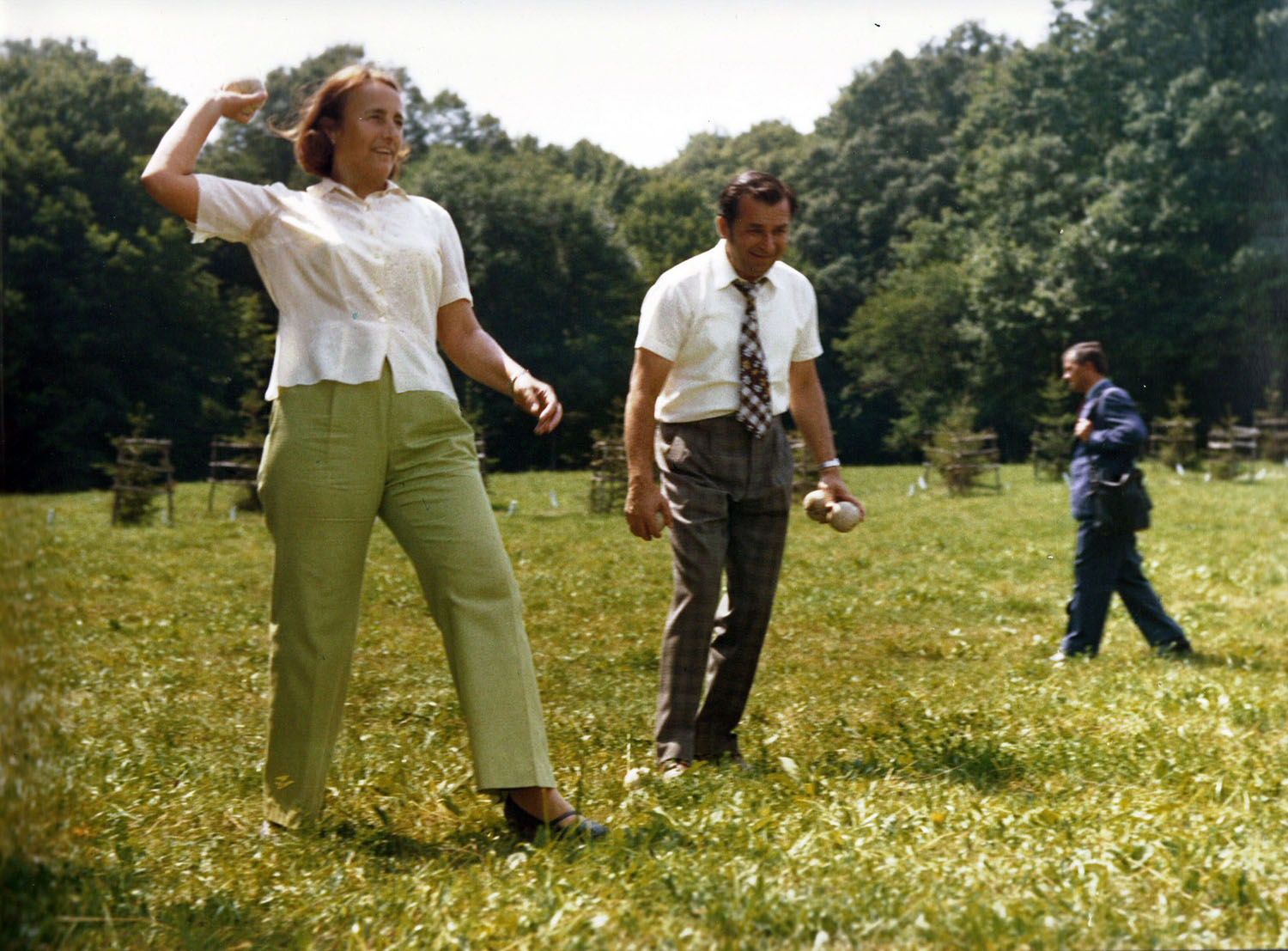
Елена Чаушеску и Ион Илиеску в 1976 году

Член Союза коммунистической молодёжи (1944) и РКП (1953). Кандидат в члены ЦК РКП (1965), член ЦК РКП (1968), кандидат в члены Политисполкома ЦК РКП (1969—1974). В 1957 году был избран в Великое национальное собрание. Работал в Союзе ассоциаций студентов-коммунистов, руководил отделом пропаганды ЦК РКП (1965—1968). В 1967 году был назначен первым секретарём ЦК Союза коммунистической молодёжи и министром по делам молодёжи. В середине 70-х Николае Чаушеску увидел в нём конкурента и отстранил от политической деятельности (Илиеску был первым секретарём Ясского уездного комитета партии в 1974—1979 и председателем Национального совета по водному хозяйству в 1979—1984). В 1984 году был снят со всех постов и исключён из ЦК. В то же время Чаушеску не преследовал его.
В 1979 году последовало назначение по специальности: он стал председателем Национального совета водного хозяйства. Однако инженер Илиеску раскритиковал безграмотный проект канала Дунай — Чёрное море, автором которого был сам Чаушеску. Согласно ценному указанию, дунайские воды должны были повернуть вспять. Но этого, естественно, не произошло и вырытый канал оказался непригодным к использованию по причине его мелководности. Илиеску за строптивость заплатил новым понижением. В 1984 году он стал директором Бухарестского издательства научно-технической литературы, где и встретил декабрьские события 1989 года.
В декабре 1989 года возглавил волнения, направленные против Чаушеску, а после свержения последнего — образовал Фронт национального спасения Румынии (ФНС) и стал его председателем. 25 декабря 1989 года бывший директор издательства научно-технической литературы с темными от хронического недосыпания кругами под глазами зачитал румынским телезрителям список членов совета Фронта национального спасения (ФНС), который завершала его собственная фамилия. 6 февраля 1990 года ФНС был преобразован в политическую партию, сохранив властные функции.
20 мая 1990 года в Румынии прошли выборы, где за него проголосовало 85 процентов избирателей. 20 июня 1990 года во дворце «Атенеул Ромын» принёс присягу и стал президентом.
В 1992 году был повторно избран на должность президента Румынии. С 1995 года — почётный доктор МЭИ. В 1996 году проиграл выборы команде «новых румын» во главе с Эмилем Константинеску. Возглавляемая Илиеску партия перешла в оппозицию, чтобы через четыре года вернуться во власть. На президентских выборах 2000 года вновь баллотировался на президентские выборы, в это время вокруг Илиеску сложилась своеобразная вынужденная коалиция: многие были встревожены кандидатурой лидера партии Великая Румыния Корнелиу Вадима Тудора. Однако во втором туре он получил две трети голосов и повторно вступил в должность 20 декабря 2000 года.
В апреле 2019 года дело о гибели людей во время революции в декабре 1989 года, по которому проходят Илиеску и Джелу Войкан Войкулеску, было передано в суд. Большая часть жертв декабрьских событий погибла уже после свержения Чаушеску. Илиеску обвиняют в сознательном введении людей в заблуждение и распространении недостоверной информации, из-за чего, по версии прокуратуры, гражданские лица и силовики стреляли друг в друга, принимая противоположную сторону за бывших агентов Секуритате.
11 июня 2025 года Ион Илиеску был помещён в отделение интенсивной терапии экстренной клинической больницы имени профессора доктора Агриппы Ионеску в Бухаресте из-за затруднённого дыхания. 15 июня сообщалось, что его состояние стабилизировалось ему был поставлен диагноз — рак лёгких, и на следующий день была проведена эндобронхиальная процедура под общей анестезией. К 18 июня состояние Илиеску ухудшилось; в тот день была проведена ещё одна эндобронхиальная процедура для поддержания проходимости верхних дыхательных путей. 19 июня сообщалось о небольшом улучшении состояния. 5 августа 2025 года Ион Илиеску скончался после почти двух месяцев госпитализации на 96-м году жизни.

## Характеристика правления
За время своего правления Илиеску неоднократно использовал против политических противников авторитарные методы; в частности, привозил в Бухарест вооружённых железной арматурой шахтёров для разгона оппозиционных демонстраций (см. Минериада). В связи с этим в отношении него было возбуждено уголовное дело по обвинению в преступлениях против человечности: в частности, Илиеску поставили в вину гибель в июне 1990 года во время Минериады четверых шахтёров, а также около 1000 человек пострадавшими (всего во время правления Илиеску в результате беспорядков и актов насилия погибло свыше 800 человек). Несмотря на попытку румынского суда закрыть уголовное дело, в 2015 году Европейский суд по правам человека убедил Румынию возобновить расследование. Перед судом также предстали бывший премьер Петре Роман и бывший вице-премьер Джелу Войкан Войкулеску.

## Личная жизнь
Кроме родного румынского, свободно владел русским и английским языками.
С 21 июля 1951 года был женат на Нине Илиеску.
Нина родилась 4 марта 1930 года, в Бухаресте, при рождении её звали Елена Шербэнеску. В 1945 году её отец умер, матери пришлось одной растить её с младшей сестрой. Нина училась в средней школе Святого Саввы в Бухаресте, окончила Московский государственный университет, где в 1948 году познакомилась с Ионом Илиеску. Работала в Бухаресте инженером, занималась научными исследованиями в области коррозии металлов, кандидат химических наук. Детей у супругов не было, у Нины были три неудачные беременности.
Нина Илиеску не была публичной фигурой, занимаясь благотворительностью её деятельность не привлекала большого внимания.
После окончания политической карьеры мужа, супруги окончательно ушли в частную жизнь, изредка появляясь в заголовках прессы. Пенсия Нины составляет чуть больше 2000 леев. Проживали супруги Илиеску в обычной квартире, в Бухаресте. Начиная с 2014 года, у неё ухудшается здоровье, она с трудом ходит, страдает холециститом.

## Награды
- Орден Звезды Румынии 1-й степени (Румыния, 1971)[38]
- Орден «23 августа» 4-й степени (Румыния, 1964)[39]
- Почётный знак Румынской армии (Румыния, 24 октября 2012)[40]
- Орден «Независимость» (Азербайджан, 6 октября 2004 года) — за большие заслуги в расширении политических связей между Румынией и Азербайджанской Республикой, развитие всестороннего сотрудничества, укрепление дружеских отношений двух народов[41]
- Большой крест с цепью ордена Заслуг (Венгрия, 2002)
- Орден Слона (Дания, 16 марта 2004)[42]
- Цепь ордена Гражданских заслуг (Испания, 7 июня 2003)[43]
- Большой крест ордена «За заслуги перед Итальянской Республикой» (Италия, 15 октября 2003)[44]
- Орден «Достык» 1-й степени (Казахстан, 5 сентября 2003)[45]
- Большой крест ордена Витаутаса Великого (Литва, 23 ноября 2001)[46]
- Почётный Компаньон Почёта с орденской цепью ордена Заслуг (Мальта, 3 октября 2004)
- Орден Белого орла (Польша, 6 октября 2003)[47]
- Большой крест ордена Заслуг перед Республикой Польша (Польша, 6 декабря 2004)[48]
- Большая звезда ордена Югославской звезды (Сербия и Черногория, 8 сентября 2004)[49]
- Орден Двойного белого креста 1-го класса (Словакия, 9 сентября 2002 года)[50]
- Цепь ордена Сикатуны (Филиппины, 2002)
- Орден Короля Томислава (Хорватия, 12 мая 2003)[51]
- Орден Серафимов (Швеция, 25 марта 2003)[52]
- Цепь ордена Креста земли Марии (Эстония, 23 октября 2003)[53]
- Золотой орден Свободы (Словения, 2002)